# Eivind Reiten
Pour les articles homonymes, voir Reiten.
 (novembre 2019).
Si vous disposez d'ouvrages ou d'articles de référence ou si vous connaissez des sites web de qualité traitant du thème abordé ici, merci de compléter l'article en donnant les références utiles à sa vérifiabilité et en les liant à la section « Notes et références ».
Eivind Reiten, né le 2 avril 1953, est un homme politique et un homme d'affaires norvégien. Il est président directeur général du groupe Norsk Hydro depuis 2001.

## Biographie
Reiten a obtenu son diplôme en économie de l'université d'Oslo. Il est membre de la Table ronde européenne des industriels. 
Reiten est membre du Directoire de la Banque centrale de Norvège, président du conseil d'administration des services postaux norvégiens, de Telenor et de l'Institut international d'aluminium primaire. 
Reiten est secrétaire d'État au ministère des Finances, puis au ministère de la pêche et des affaires côtières du gouvernement norvégien. En 1986, il rejoint le groupe énergétique Norsk Hydro en tant que directeur de la division Hydro Agri (aujourd'hui Yara) puis, en 1988, il est président de la branche Energie de Norsk Hydro.
De 1989 à 1990, Reiten est ministre du pétrole et de l'énergie au sein du gouvernement norvégien. Il est à l'origine de la libéralisation des marchés de l'énergie en Norvège.
Après son mandat ministériel en 1991, il est de retour à Norsk Hydro où en 1995 il prend la tête de Hydro Aluminium, et intègre le conseil d'administration de Norsk Hydro.
En 2001, il est nommé président directeur général de Norsk Hydro, qui depuis multiplie les acquisitions. Il a également développé une politique de sécurité et d'activité à valeur ajoutée.